# المناقل
المَنَاقِلْ مدينة تقع في ولاية الجزيرة بوسط بالسودان على ارتفاع 412 متر (1351 قدم) فوق سطح البحر، وتبعد عن الخرطوم بحوالي 156 كيلو متر (96.9 ميل)، وعن مدينة واد مدني حاضرة الولاية 62 كيلو متر (38.5 ميل). وتعتبر واحدة من أكبر المدن الصناعية بالسودان وتتوسط مشروع زراعي يحمل اسمها هو مشروع امتداد المناقل الزراعي الذي يشكل الجزء الأكبر من مشروع الجزيرة الزراعي بالسودان. وتعتبر واحدة من أهم مراكز الطرق الصوفية في السودان.

## أصل التسمية ومعناها
قيل في أصل اسم المَنَاقِل  أنه مشتق من لفظ مناجل وتعني أهل السلطة أو المُلك (ومفردها المانجل وهو الزعيم أو الملك)، حيث كان مناجل المناطق المحيطة وزعمائها يجتمعون في المكان الذي تقوم عليه المناقل الآن من وقت لآخر، ويصدرون مكاتباتهم الرسمية التي كانت تحمل خاتماً كتب عليه لفظ (المانجل)، وحرفت الجيم إلى قاف سودانية تُنطق كالجيم المصرية المعطشة. وهناك تأويل آخر لمعنى اللفظ وأصله، حيث يقال أن اسم المناقل جاء مشتقاً من كلمة (منقلة) وهي لعبة شعبية في مناطق وسط السودان وسميت المنطقة بالمنقلة لأنها كانت تتكون من عدة فرقان (جمع فريق وهو الحي السكني) وقرى متقاربة جغرافياً تشبه في وضعها كقطع لعبة المنقلة الشعبية.
ويقال أنها سميت كذلك لأن اهلها كانوا كثيري التنقل من مكان إلى مكان آخر.

## التاريخ

### التاريخ القديم
يرجع تأريخ المنطقة إلى حوالي خمسة قرون، ومن أقدم القرى فيها قرية كوقيلا قرية الدسيس وقرية ود نفيع العركيين التي أسسها الشيخ علي ود نفيع وتوجد بها أقدم مقبرة مدفون فيها الشيخ الحسين بشبشة من رموز المنطقة الصوفيين. وتليها قرية عتقي وبها مقابر أثرية تعود إلى عهد مملكة علوة المسيحية في السودان.
وكانت منطقة المناقل تضم اقطاب ورموز الصوفية في السودان حيث تعلم في قراها مرشد الطريقة السمانية، وتنتشر فيها مقابر أثرية قديمة خاصة في قري منطقة الركل الواقعة بين مدينة المناقل وبلدة جبل موية والتي تعود إلى عهد مملكة علوة.

### السلطنة الزرقاء
وشهدت منطقة المناقل انطلاقة تحالف سياسي في بلاد السودان بين قبائل العبدلاب والفونج، وقبائل منطقة دقيس جنوب المناقل، حيث خرج من منطقة سقدي جنوب المناقل الملك عمارة دنقس زعيم قبائل الفونج وأتى إليها زعيم العبدلاب عبد الله جماع من شرق النيل الأزرق واجتمعا في منطقة جبل موية القريبة من المناقل ومنها انطلقا بجيوشهما إلى مناطق السودان الأخرى وأسسا الدولة السنارية المعروفة باسم السلطنة الزرقاء في سنة 1504 م وعاصمتها سنار والتي سادت معظم أرجاء السودان (في حدوده الحالية) حتى سنة 1821 م تاريخ الغزو التركي المصري للسودان بقيادة إسماعيل كامل باشا نجل خديوي مصر محمد علي باشا.

### الحكم التركي المصري
أعلن الشيخ عامر المكاشفي الجهاد ضد حكم الأتراك في منطقة أم حجار بالمناقل ومنع المواطنين من دفع الجزية لهم. وفي منطقة أم سنيطة جنوب المناقل اندلعت ثورة عرفت بثورة ودكرف.

### الحكم الثنائي
تم اختيار المناقل في عام 1951، إبّان الحكم الثاني الإنجليزي المصري للسودان وقبيل استقلال السودان ببضع سنوات، لتكون مركزا إدارياً وعُيّن مفتشاً بريطانياً لها. وصاحب ذلك نهضة عمرانية شملت مباني الأحياء التي بدأت تستخدم مواد البناء الثابت، والسوق الرئيسية التي تحولت من سوق اسبوعية تُقام في يومي الأحد والأربعاء إلى سوق مستديمة. كما تم تخطيط البلدة عمرانياً وتقسيم أحيائها إلى مربعات. وكانت البلدة تتكون من الناحية العمرانية قبل عام 1955 م، من ثلاثة أحياء فقط هي: ودنفيع، والدسيس، عتقي، ثم وتوسعت لاحقاً لتضم الاحياءالتالية: حي الزبير، وكشكوش، والكلاكلة، ورفاعة، والمنورة، وطيبة، وود الشقل، وعتقي الجعليين، وود المسلمي، ودار المقام، ودار نايل، وأم طلحة، وكوقيلا.

### عهد الاستقلال
أسس بعض ضباط القوات المسلحة السودانية المنتمين إلى قرية الجاموسي بمنطقة المناقل تنظيماً أطلقوا عليه اسم الضباط الأحرار ودبروا محاولة انقلابية فاشلة ضد حكومة الفريق إبراهيم عبود في 9 نوفمبر / تشرين الثاني 1959 م، من بينهم الطيار، يعقوب كبيدة، والصادق محمد الحسن (من دار نايل)، وعبد الحميد عبد الماجد الزين (من قرية ودالزين المغاربة) وتم إعدامهم جميعاً.
شهدت المناقل طفرة اقتصادية واجتماعية بتأسيس مشروع امتداد المناقل الزراعي في عام 1962 م.

### الحركة الصوفية
هاجر بعض رموز الصوفية بالسودان من المناقل الي مناطق السودان الأخرى منهم الشيخ الكباشي (إلى شمال الخرطوم)، والشيخ ود العجوز المكاشفي (إلي غرب النيل الأبيض) والشيخ وقيع الله (إلى كردفان)، وهو والد الشيخ البرعي، أحد أبرز اقطاب الصوفية المعاصرين في السودان، والشيخ الماحي الكناني المشهور بالبخاري (إلى المدينة المنورة بالسعودية)، وله اتباعاً كثرين هناك، وقد استقر بالمناقل الشيخ المكاشفي والشيخ النيل والشيخ ود بقوي والشيخ الفرضي والشيخ الناجي _ والشيخ كمال الدين بقرية طيبة الشيخ كمال الدين شمال شرق المناقل، والشيخ ود بغادي، وودنفيع، والشيخ عبود النصيح.والشيخ المكي بكضيبات.
إلى جانب شيوخ صوفيين آخرين هاجروا إلى المناقل ومنهم الشيخ أبوقرون، والشيخ ود صبح وله ضريحاً في وسط مدينة المناقل وضريحه يعتبر مزاراً الي يومنا هذا. وقد وفد من منطقة دنقلا بالولاية الشمالية.

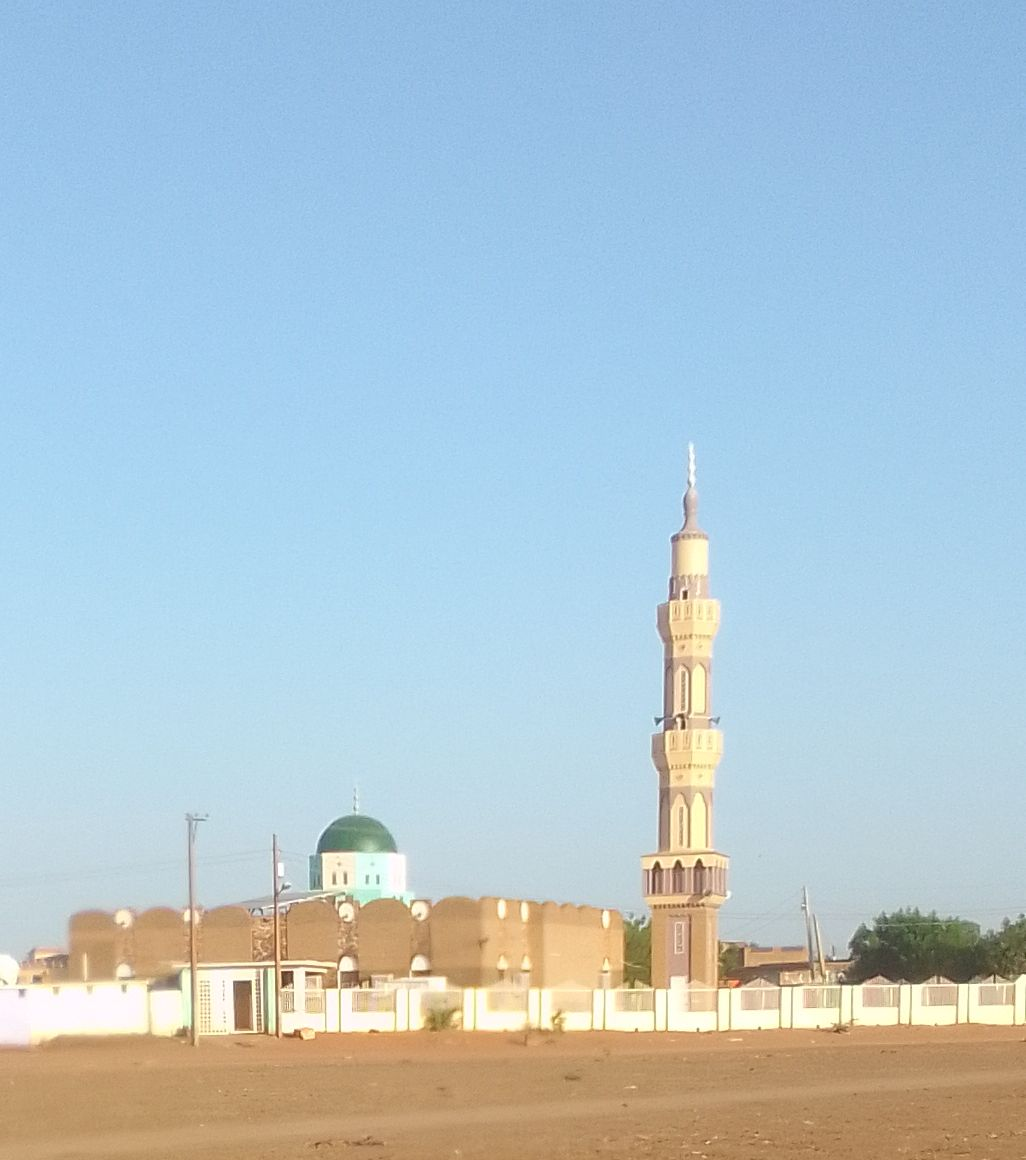
مسجد الهلالي، أحد أقدم المساجد في مدينة المناقل

## الموقع
تقع محلية المناقل بين خطي طول 23,30 _33,15 وخطي عرض 13,45_14,15 جنوب غرب ولاية الجزيرة بالسودان. وتحدها من جهة الغرب والجنوب الغربي ولاية النيل الأبيض ومن الجنوب الشرقي ولاية سنار وتبلغ مساحتها حوالي 6250 كيلو متر مربع.

## الطوبغرافيا
تتميز تضاريس المنطقة بوجود الصخور الجرانيتية والصخور الرملية وتسود الصخور الأساسية المنطقة الجنوبية الغربية من المحلية حيث تغطى أراضي الوحدتين الإداريتين الجاموسي والماطوري ،أما الصخور الرملية النوبية فتغطي المنطقة الشمالية والشرقية من محلية المناقل بما فيها مدينة المناقل ووحدة الهدى والكريمت.
وتقع في الجزء الجنوبي الشرقي لمحلية المناقل هضبة المناقل في مساحة قدرها 260 ألف فدان تمتد في ثلاث وحدات إدارية هي: وحدة الجاموسي ووحدة مدينة المناقل ووحدة ريفي المناقل. وتُشكل الهضبة حداً طبيعياً للأراضي المروية بالري الانسيابي في مشروع الجزيرة الزراعي وتخللها مجموعتين من التلال.

## المناخ
| البيانات المناخية لـالمناقل  | البيانات المناخية لـالمناقل | البيانات المناخية لـالمناقل | البيانات المناخية لـالمناقل | البيانات المناخية لـالمناقل | البيانات المناخية لـالمناقل | البيانات المناخية لـالمناقل | البيانات المناخية لـالمناقل | البيانات المناخية لـالمناقل | البيانات المناخية لـالمناقل | البيانات المناخية لـالمناقل | البيانات المناخية لـالمناقل | البيانات المناخية لـالمناقل | البيانات المناخية لـالمناقل |
| الشهر                        | يناير                       | فبراير                      | مارس                        | أبريل                       | مايو                        | يونيو                       | يوليو                       | أغسطس                       | سبتمبر                      | أكتوبر                      | نوفمبر                      | ديسمبر                      | المعدل السنوي               |
| ---------------------------- | --------------------------- | --------------------------- | --------------------------- | --------------------------- | --------------------------- | --------------------------- | --------------------------- | --------------------------- | --------------------------- | --------------------------- | --------------------------- | --------------------------- | --------------------------- |
| متوسط درجة الحرارة الكبرى °ف | 77                          | 79                          | 77                          | 81                          | 77                          | 79                          | 82                          | 75                          | 77                          | 84                          | 82                          | 77                          | 79                          |
| متوسط درجة الحرارة الصغرى °ف | 54                          | 54                          | 57                          | 59                          | 59                          | 64                          | 64                          | 61                          | 61                          | 66                          | 59                          | 55                          | 59                          |
| الهطول إنش                   | 0                           | —                           | 0                           | 0.0                         | 0.1                         | —                           | 1.1                         | 1.7                         | 0.7                         | —                           | 0                           | —                           | —                           |
| متوسط درجة الحرارة الكبرى °م | 25                          | 26                          | 25                          | 27                          | 25                          | 26                          | 28                          | 24                          | 25                          | 29                          | 28                          | 25                          | 26                          |
| متوسط درجة الحرارة الصغرى °م | 12                          | 12                          | 14                          | 15                          | 15                          | 18                          | 18                          | 16                          | 16                          | 19                          | 15                          | 13                          | 15                          |
| الهطول مم                    | 0                           | —                           | 0                           | 1                           | 3                           | —                           | 27                          | 42                          | 18                          | —                           | 0                           | —                           | —                           |
| المصدر: worldweatheronline   |                             |                             |                             |                             |                             |                             |                             |                             |                             |                             |                             |                             |                             |

## السكان
يتكون سكان المناقل في أغلبيتهم من البطاحين والرفاعيين وهم العركيين والكنانة والكواهلة والبديرية الدهمشية الهوسا ورفاعة والمسلمية والجعليين والفونج إلى جانب أعداد كبيرة من الإثنيات الأخرى بالسودان والتي توافدت إليها بعد تأسيس مشروع الجزيرة لسد الحاجة لليد العاملة بالمشروع. كما توافدت إليها مؤخرا موجات جديدة من النازحين بسبب الحروب الأهلية من جنوب السودان وجنوب كردفان والنيل الأزرق، وبسبب التصحر والجفاف من مناطق غرب النيل الأبيض.

## النشاط الاقتصادي
كان النشاط الاقتصادي لسكان المنطقة قبل قيام مشروع امتداد المناقل الزراعي يتركز على الزراعة المطرية في فصل الخريف وتربية المواشي ثم تنوع النشاط بعد قيام المشروع ليشمل الزراعة المروية والتجارة والصناعة المرتبطة بالمنتجات الزراعية. وتعتبر المناقل من المناطق الرئيسية لمدّ العاصمة الخرطوم بالحبوب.وفي الصناعة حالياً تعتبر المناقل احدي أكبر مدن تصنيع البسكويت والصابون والطحنية والشعرية وبيها الكثير من معارص الزيوت ،

## الخدمات المصرفية
توجد بالمدينة بعض فروع المصارف منها:
- البنك السوداني الفرنسي
- بنك المزارع
- بنك التنمية التعاوني الإسلامي
- البنك الإسلامي السوداني
- البنك الزراعي السوداني
- بنك النيلين
- بنك الخرطوم
- بنك الإدخار

## النقل والاتصالات

### الطرق البرية
تقع المناقل في وسط ولاية الجزيرة التي تتوسط المنطقة المأهولة في السودان. ولهذا فإن الطريق الذي يربط شرق السودان بغربه (بدءا ببورتسودان فكسلا والقضارف وسنار، يمر عبر المناقل ليتجه غرباً إلى مدن النيل الأبيض وغرب السودان مروراً بالدويم وحتى الأبيض وما بعدها).

### السكة الحديدية والنقل الجوي
لا يمر الخط الحديدي المتجه نحو غرب السودان وجنوبه عبر المناقل. كما لايوجد فيها مطار دولي، وأقرب مطار إليها هو مطار ود مدني على بعد 62 كيلومتر (38,5) ميل ورمزه في أياتا هو (DNI) وإيكاو (HSWD).

### الاتصالات
المناقل مرتبطة بشبكة اتصالات الهاتف الثابت والمحمول. ورمزها هو 517 (ويضاف إليه رمز السودان 249، للاتصال الدولي). كما توجد فيها خدمات الإنترنت. وتُوجد بيها كل شركات الهاتف المحمول شركة زين وشركة سوداني وكذلك شركة اريبا

## الرعاية الصحية
يوجد في المناقل عدة مستشفيات ومستوصفات ومراكز صحيه منها: 
مستشفى المناقل التعليمي
مستشفى الكريمت التخصصي 
مستشفى جبيت التحصصي 
مستوصف ود البر 
مستوصف الجيلي 
مستوصف ابو مقفى 
مستوصف الأحياء الجنوبية 
مستوصف الشيخ
مستوصف قرية ود الجمل الخوالدة يعتبر احدث مركز صحي حاليا في المنطقة ،فلكبر وتوسع المدنية توسع عدد المستوصفات في احياءها

## التعليم
هناك عدد من مدارس الثانوي اهمها مدرسة عبد الله محمد أحمد الثانوية بنات ومدرسة الهلالي الثانوية بنات ومدارس الأحياء الجنوبية بنين وبنات ومدارس المرحلة الثانوية المناقل للبنين والمناقل للبنات وكذلك من بينها مدرسة عتقي الثانوية ، و هذة مدراس القطاع الحكومي .اما مدراس القطاع الخاص فأهمها  أبو موسى الخاصة بنين وبنات ومدراس الأحلام الخاصة بنين وبنات ،فالنسبة لمرحلة الاساس فهناك العديد من مدراس الاساس مثل عمر بن الخطاب ،عثمان بن عفان ،جويرية بنت الحارث، علي بن ابي طالب ،مدرسة عتقي الاساسية،حليمة السعدية ،مصعب بن عمير،زيد بن حارث ،سمية بنت الخياط فهذه كلها حكومية فاما الخاصة مؤسسة الأمام انس بن مالك "مدراس ورياض الاحلام الخاصة"،مؤسسة المجد برياضها ،الاتحاد الأهلي. ويتمثل التعليم العالي في جامعة المناقل وجامعة السودان المفتوحة
و كلية الإنتاج الحيواني التابعة لجامعة الجزيرة وأكاديمية العلوم الصحية. وجامعة القران الكريم..

## النشاط الرياضي
تسود لعبة كرة القدم على النشاط الرياضي بالمدينة وهناك عدد من الأندية والفرق الرياضية منها
- النادي الأهلي
- نادي الهلال المناقل
- نادي المريخ المناقل
- نادي الموردة المناقل
- نادي الزهرة
- فريق النيل الرياضي
- فريق السلام الرياضي
- نادي اتحاد كوقيلا (المحاربون)

فريق حي ود نفيع
- فريق الأندلس

فريق عتقي برازيل المناقل

## الإدارة

مناطق ولاية الجزيرة وتبدو المناقل بالمنطقة 4

### تاريخ الإدارة
تأسس إبان الحكم الثنائي، بموجب قانون 1951 م، مجلساً إدارياً للمناقل هو مجلس ريفي المناقل ليضم المساحة الحالية لمحلية المناقل ما عدا الجزء الخاضع الآن لإدارة شمال النيل الأبيض.
وبعد قيام مشروع امتداد المناقل الزراعي في عام 1962 م، تم تحويلها إلى مديرية الجزيرة باعتبار أن معظم أراضيها أصبحت داخل المشروع وأصبحت مدينة 24 القرشي مقراً لرئاسة إدارة مشروع امتداد المناقل الزراعي.
وفي عام 1973 م، تم تقسيم مجلس ريفي المناقل إلى إدارتين هما:
1. مجلس منطقة غرب الجزيرة.
2. مجلس منطقة 24 القرشي.

وبعد صدور قانون الحكم المحلي لسنة 1991 م تم إعادة تقسيم المنطقة إلى 13 محلية ذات شخصية اعتبارية تحت إشراف محافظة المناقل، ثم تقلص عددالمحليات إلى ثمان محليات في ظل قانون 1998 م، ثم إلى إدارة واحدة اعتباراً من مارس / آذار 2003 م، بموجب قانون الحكم المحلي لعام 2003 م.

### التقسيم الإداري الحالي
المناقل حالياً محلية من محليات السودان وتتبع لولاية الجزيرة. عدد وحداتها الإدارية 13 وحدة
وعدد القرى والأحياء التابعة لها 545 قرية وحي سكني.
والوحدات الإدارية هي:
- المناقل المدينة
- ريفي المناقل
- الكريمت
- الهدى
- العزازي
- معتوق الكبرى
- الجاموسي
- الماطوري
- 24 القرشي
- سرحان الشيخ تاي الله
- شمال المناقل
- ود النورة
- الخروعة الجديدة(نور الدائم محمد مبروك)
- ود آدم

## الأحياء السكنية
- المزاد مربعات 14/15/16/17

الشعبية
كشكوش
ود نفيع
الكلاكله
رفاعه
ود المسلمي
عتقي
غريقانه
كوقيلا
محطة 10
الدسيس  31
34
49
الأحياء الجنوبية
كادقلي
أبو ياي ومربعاتها 50-51-52-55-60-61
بعض القرى التابعة لها : الشكينيبة -الكريمت -
أم شديدة جمال الدين - الدقيساب - إبراهيم عبد الله - الشبيراب - عبود - محريبا - المدينة عرب - كمل نومك - الشبيك - النويلة - النو - الكبير وغيرها....